# Сахіб II Ґерай
Сахіб II Ґерай (крим. II Sahib Geray, ٢ صاحب كراى‎; 1726–1807) — кримський хан у 1772—1775 рр. з династії Ґераїв, наступник Селіма III Ґерая, попередник Девлета IV Ґерая. Син Ахмеда Ґерая. Провів юність в Черкесії.
Обраний на престол кримськими беями без участі османського султана. Обрання проходило в обстановці, коли Кримське ханство було окуповане російськими військами і було оголошено незалежним від Османської імперії.
У 1772 р. спільно з беями родів Ширін, Мансур і розділом ногайських племен підписав Карасубазарський трактат з Росією про союз, отримавши обіцянку російської військової і фінансової допомоги.
Через 2 роки Османська імперія визнала незалежність Кримського ханства, виступивши, нарівні з Російською імперією, гарантом незалежності Кримського ханства. До Кримського ханства перейшли колишні османські володіння на півострові (Південний і Південно-східний Крим), а до Російської імперії — Керч.
У Криму наростало обурення присутністю російських військ (велика частина яких була все ж таки виведена), а сам хан зазнавав серйозні труднощі в управлінні державою, оскільки договір про незалежність Криму не визначав у точності ні порядку правління, ні ханських повноважень, ані точної форми відносин держави з Росією. Невизначеність щодо майбутнього країни сприяла тому, що хан став схилятися до необхідності повернутися до колишнього державного статусу Кримського ханства — до унії з Османською імперією.
При вступі до Кримського ханства військ Девлета IV Ґерая, що мав намір відновити колишні відносини з Османською імперією, Сахіб II Ґерай залишив країну.